# Premna paucinervis
Premna paucinervis là một loài thực vật có hoa trong họ Hoa môi. Loài này được (C.B.Clarke) Gamble miêu tả khoa học đầu tiên năm 1924.